# 阿尔夫·沃森
阿尔夫·沃森（英語：Alf Watson，1907年5月26日—1992年8月23日），澳大利亚男子田径运动员。他曾代表澳大利亚参加1938年大英帝国运动会田径比赛，获得男子4×110码接力铜牌。